# Pro Hengelo
Pro Hengelo is een lokale politieke partij in de gemeente Hengelo (Overijssel). Bij de gemeenteraadsverkiezingen in 2014 werden ze met 19,4% van de stemmen en zeven zetels in de raad de grootste partij. De partij kwam toch in de oppositie terecht.

## Geschiedenis
Pro Hengelo werd in 2009 opgericht uit een fusie van twee lokale partijen: Hengelo.nu en Progressief Hengelo, waarvan drie van de vier raadsleden eerder uit de PvdA waren gestapt. Tijdens de algemene ledenvergadering op 11 juni 2015 stapten het gehele bestuur en medeoprichter Leo Janssen op, nadat een conflict binnen de partij was ontstaan. Laatstgenoemde is hierna een eenmansfractie gaan vormen in de raad. Hij heeft samen met het opgestapte bestuur en een deel van de oud-leden van Pro Hengelo een eigen partij, Lokaal-Hengelo, opgericht.In november 2020 werd gemeenteraadslid Herbert Capelle uit de partij gezet. 